# Helmut Diez

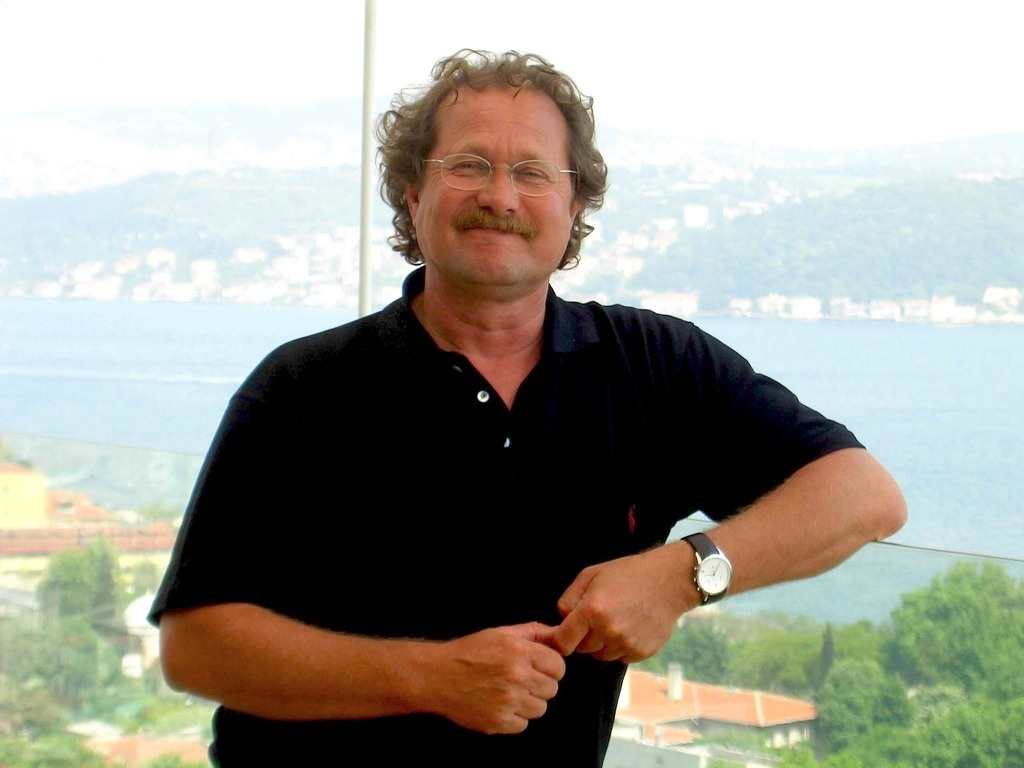
Helmut Diez

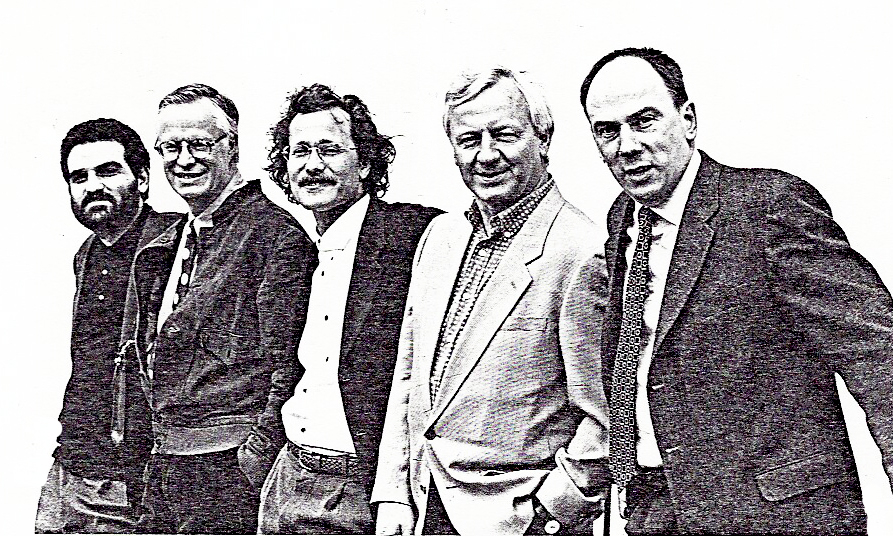
Mitwirkende beim Workshop der Britischen Designer unter Leitung von Helmut Diez (Mitte), von links nach rechts: Sergio Buttiglieri (Driade Italien), Carl Magnusson (Knoll International, New York), Poul Myend Jensen (Fritz Hansen Dänemark), Phillip Thonet (Thonet Deutschland)

Helmut Diez, auch Helmut C. Diez, (* 1953 in Neustadt bei Coburg) ist ein deutscher Unternehmer, Berater, Coach, Designer und Künstler. Er gründete 1982 IPM – Interdisziplinäres Projektmanagement, das als Denkfabrik und Projektmanagementgesellschaft fungiert. Diez ist Mitgründer und Inhaber von Dolphin Space. Er entwickelte heute gebräuchliche Modelle der Beschäftigungssicherung, war von 1992 bis 1994 Leiter des Designlabor Bremerhaven, das seinerzeit auf Rang 3 der 21 deutschen Designzentren rangierte, und entwickelte ein eigenes musikalisches, bildnerisches und fotografisches Werk, darüber hinaus Therapie- und Spitzensportprogramme. Zudem ist er federführend im architektonischen und städtebaulichen Bereich tätig, zuletzt in Istanbul. Bis 2011 hat er mehr als 400 Projekte realisiert.

## Biografie

### Familie, Ausbildung und Beruf
Helmut Diez wurde 1953 als Sohn von Wolfgang Diez († Mai 1986) geboren. Dieser zog mit seiner Familie 1960 nach Stuttgart, 1969 nach Nürnberg. Helmut Diez lebte 1970 bis 1972 in Hamburg und in Dänemark, sowie bis 1974 in Schweden. Ab 1974 studierte er Wirtschafts- und Sozialwissenschaften sowie Entwicklungspolitik in Nürnberg und in Bremen. Sein Studium schloss er mit seiner Diplomarbeit über die Beurteilung von Vorgesetzten und Mitarbeitern dargestellt am Entwurf eines neuen Beurteilungssystems der Porst Gruppe 1978 ab.

### Mitarbeiterbeteiligung, Beschäftigungssicherung, Unternehmensentwicklung
Diez, der die besagte Diplomarbeit über die Porst-Gruppe vorgelegt hatte, war auf dieser Grundlage an der Entwicklung des sogenannten Porst-Modells beteiligt, genauer gesagt der Beurteilung von Mitarbeitern und Vorgesetzten. Der von Hannsheinz Porst ausgelöste Prozess wurde in der Öffentlichkeit zu dieser Zeit heftig diskutiert. Porst hatte sich 1971 von der Belegschaft als „Unternehmer verabschiedet und als neuer Mitarbeiter empfohlen“. Den Mitarbeitern wurde weitgehende Autonomie in der Gestaltung ihrer Arbeit eingeräumt, sowie ausschließlicher Anspruch auf die Gewinne. In der Porst-Gruppe waren zu dieser Zeit noch 2500 Mitarbeiter beschäftigt, fünf Jahre später waren es weniger als 1400. Als sich Udo Knop, Vorstandsmitglied der Bank für Gemeinwirtschaft und bis Ende 1975 Vorsitzender des Beirats der Unternehmensgruppe dem von Porst bevorzugten Modell entgegenstellte, berief Hannsheinz Porst den Bankier und Ekkehard Schumann aus dem Beirat ab. Helmut Diez hatte das analytische Arbeitsbewertungssystem auf der Basis seiner Diplomarbeit als Grundlage für die vorgesehene transparente Vergütung entworfen, das mit der Gewerkschaft Handel, Banken und Versicherungen am 1. Januar 1977 tarifiert wurde. Im Vorfeld hatte er schon während des Studiums den Auftrag erhalten, Kriterien für die besagte transparente Entlohnung zu entwickeln, die ausschließlich von den Anforderungen der jeweiligen Stelle abhängen sollte. Bei Porst wurden die Vorgesetzten aber nicht nur entsprechend den Anforderungen entlohnt, sondern durch die Mitarbeiter beurteilt und gegebenenfalls abgewählt.
Auch in nachfolgenden Projekten verfolgte Diez das Ziel größerer Mitarbeiterbeteiligung. Er war Anfang 1976 einer der ersten Organisationsentwickler Deutschlands und erarbeitete Förderungs- und Coaching-Konzepte für Gruppen und Individuen. Eine wissenschaftliche Aufarbeitung der Arbeiten, an denen Diez bis dahin maßgeblich beteiligt war, erfolgte durch Horst Steinmann und dessen Nürnberger Lehrstuhl für Unternehmensführung sowie durch Herbert Kubicek, der auch Leiter des wissenschaftlichen Begleitprojekts im Programm Humanisierung des Arbeitslebens war. Daneben entwickelte Diez ab 1974 Formen des Assessment-Centers für die Mitarbeiterauswahl in Nürnberg, bei denen das Ziel darin bestand, den Bewerbern ein möglichst stressfreies und transparentes Auswahlverfahren anzubieten.
Grundlage für diese Initiativen und für das Management komplexer Projekte war das von Diez 1982 gegründete Interdisziplinäre Projektmanagement/Interdivisionary Project Management (IPM). Es fungiert seither als Netzwerk und integriert Experten aus den für das jeweilige Projekt erforderlichen Bereichen mit dem Ziel, Lösungen für politische und wirtschaftliche Entscheider unter Beteiligung der Betroffenen zu erwirken. Mit IPM entwickelte Diez Modelle der Beschäftigungssicherung in instabilen Branchen und Regionen. Dazu gehörten Beschäftigungsgesellschaften und Beschäftigungspläne.
Für Olympia Leer konzipierte IPM 1982/1983 in seinem ersten größeren Projekt einen Beschäftigungsplan. Dieser bestand aus einem Business-Plan für die Fortsetzung der Produktion, einem Qualifizierungsplan unter Bündelung aller Fördermöglichkeiten des Arbeitsförderungsgesetzes sowie einem regionalen Innovationszentrum. Diese Konzeption wurde zur Vorlage für die nachfolgenden Beschäftigungsgesellschaften und -pläne in Deutschland. 1983 veröffentlichte Diez mit Michael Grauvogel, dem späteren Vizepräsidenten der Arbeitnehmerkammer Bremen, einen Ratgeber für Belegschaften, im nächsten Jahr ebenfalls mit Grauvogel: Gründung eines Belegschaftsvereins. Derartige Belegschaftsvereine sollten der Stärkung der Belegschaften durch Hinzuziehung der Familien und des örtlichen Umfeldes sowie der Kollegen außerhalb des Betriebes dienen.
Das Hattinger Modell zur Betriebsfortführung der Mönninghoff-Schmiede in Hattingen, an dem Helmut Diez mitarbeitete, erwies 1984, dass mit geringen öffentlichen Mitteln Arbeitsplätze auch in schwierigen Branchen gerettet werden konnten. Hierbei handelte es sich um 791 Arbeitsplätze, deren Vernichtung eine „Planungsgruppe um Wolfgang Diez“ mit neuen Konzepten zu verhindern suchte, zu denen die Gründung einer Stiftung gehörte. Zum Konzept gehörte außerdem eine Fortführungsgesellschaft und ein Berufsförderungswerk. „Also wurde eine Gruppe von „alternativen Belegschaftsberatern“, um den ehemaligen Foto-Phorst-Geschäftsführer Wolfgang Diez, hinzugezogen. ... Diez gelang es, mit den Banken ein Modell zur Finanzierung der Fortführungsgesellschaft auszuloten.“ Durch die Weigerung der Dresdner Bank, ihre Sicherheiten werthaltig an die Auffanggesellschaft zu verkaufen, wurde die Fortführung jedoch verhindert. Trotz des Scheiterns kommentierte Ulrich Schmidt, Landtagsabgeordneter der SPD in der Westfälischen Rundschau: „... war das Diez-Modell, alle zu beteiligen, schon richtig angelegt“. Am 9. Mai hielt Helmut Diez eine letzte Rede vor den Beschäftigten. Noch am 17. April hatte er mit IPM, wozu zu dieser Zeit Hans-G. Draheim, Alfred Frosch und sein Vater gehörten, ein 43-seitiges Planungskonzept für die Hattinger Schmiede- und Preßwerk GmbH als Betriebsübernahmegesellschaft des Betriebes der Mönninghoff GmbH i.K. vorgelegt, das damit obsolet war.

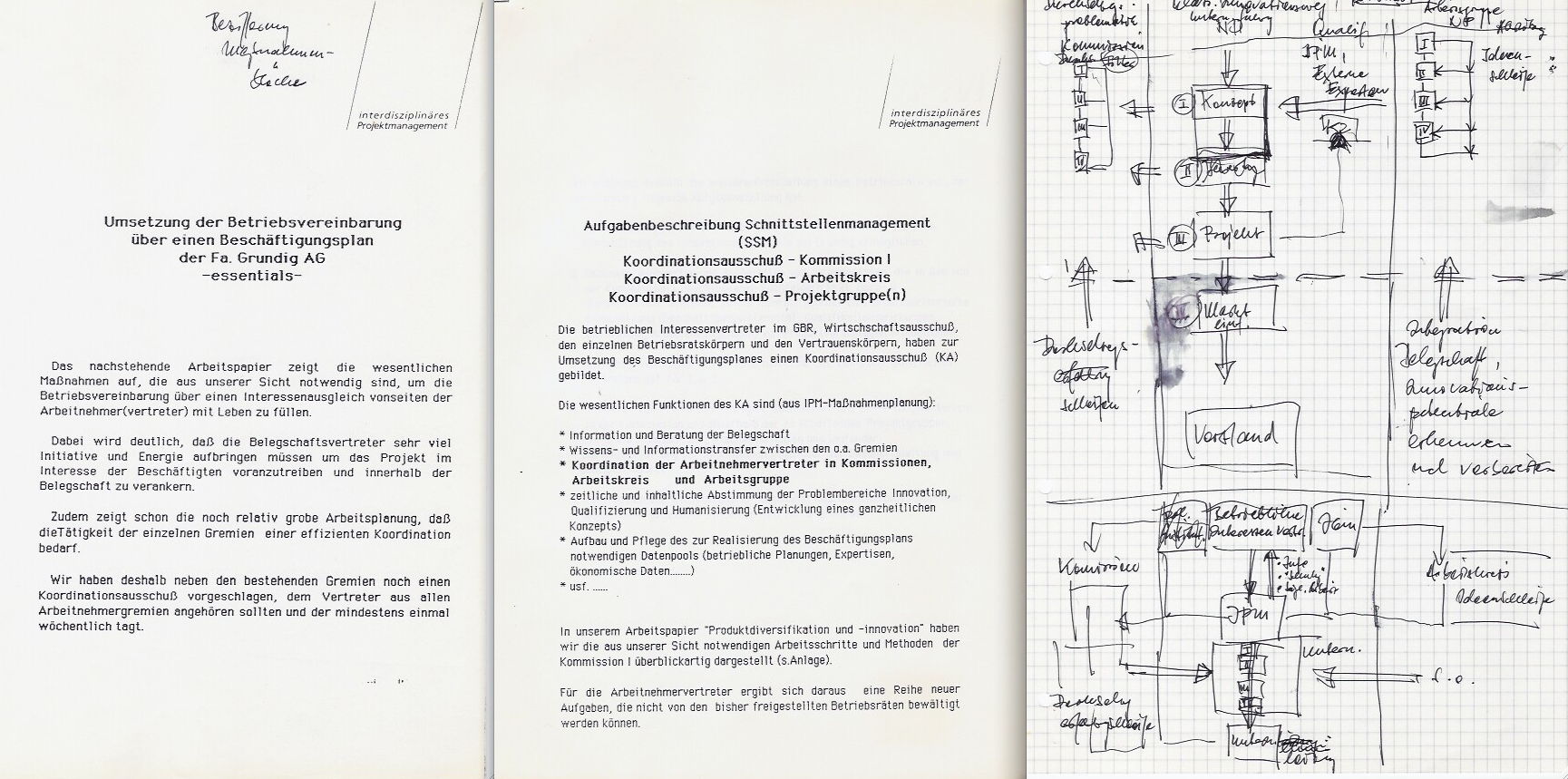
Auszug aus der Betriebsvereinbarung über einen Beschäftigungsplan mit Grundig

Diez arbeitete weiterhin als Berater, etwa bei Grundig in Fürth. Er ist Autor des Grundig Beschäftigungsplans, dem die Konzernleitung im März 1985 zustimmte. Dieser Plan war der erste realisierte Beschäftigungsplan in der Bundesrepublik Deutschland.
IPM erstellte in der Folge beschäftigungssichernde Alternativen zu Betriebseinschränkungen und Entlassungen. Dazu gehörten die Konversionsprojekte für Werften und militärische Elektronikhersteller (so beim Bremer Vulkan, bei Blohm + Voss, der AG Weser, bei Krupp Atlas Elektronik oder Voith), aber auch für das 1989 von der Schließung bedrohte Autozuliefererwerk Valeo-Neimann in Haan, wo 429 Arbeitsplätze gesichert werden sollten. Nach 1990 entwickelte Diez in den neuen Bundesländern u. a. die Entwicklung von Fortführungsmodellen und Management-Buy-outs für Robotron und Electronicon.
Neben der Förderung und Beratung von Betrieben in allen Phasen – Diez betreute mehr als 50 Start-ups –, war er an mehreren Börsengängen beteiligt und übernahm leitende Verantwortung für die Wachstumsphasen wie auch für Sanierungen. Zur Frage der Finanzierungsmodelle selbstverwalteter Betriebe publizierte er 1987 einen Beitrag zur Kooperativ-Service-GmbH, der sich mit dem „integrierten Beratungs- und Finanzierungsmodell“ befasst. Einen Teil dieses Konzeptes bildet das IPM-Planungsmodell, das die Planung „von unten nach oben“ ermöglichen soll. Für den Deutschen Gewerkschaftsbund erstellte er Studien und Broschüren, wie etwa Qualifizieren in Beschäftigungsgesellschaften.
Besonderes Augenmerk richtete er auf die Innovationspotentiale von Krisenunternehmen – so bei der Privatbrauerei Peter KG, Ostheim vor der Rhön, aus der nach der von ihm und seinem IPM-Team verantworteten Sanierung die „Bionade“ hervorging, für die er die ersten Marketing-, Firmen- und Distributionsmodelle entwickelte: „Der Bremer Unternehmer Helmut Diez erkannte das Potential und brachte Bionade auf den Markt“. Diez hatte Ende 1994 das Fortführungs- und Sanierungskonzept für Privatbrauerei Peter KG, Ostheim verfasst.

### Technologien
Aus der Bremer Niederlassung des Anlagenherstellers Voith entwickelte Diez zusammen mit lokalen Unterstützern und Initiativen 1985 die erste funktionierende Windkraftanlagenproduktion in Deutschland. Durch die Nutzung zunächst dänischer Lizenzen wurde die AN Windenergie GmbH für den unteren bis mittleren Leistungsbereich marktfähig gemacht. Seit November 2005 ist die AN Windenergie GmbH in die Siemens Windenergie integriert. Diez wurde jedoch bald zum Kritiker der Windkraftnutzung, da Speichertechnologien fehlten und Umweltschutzaspekte, medizinische Gefahren sowie die Grundlastproblematik kaum Beachtung fanden.
Im Verkehrssektor war Diez mit IPM 1987 Gutachter und Planer der VSF Fahrradmanufaktur Bremen (1987) mit den damals innovativsten Fahrrädern und einem Vertriebsmodell, welches 1990 mit dem Innovationspreis der Bremer Landesbank ausgezeichnet wurde.
Als Leiter des Designlabor Bremerhaven war Diez Mitentwickler des Weserbusses (1992–1994), der mit einem Konsortium auf diesem Sektor führender Unternehmen wie Abeking & Rasmussen, Systemtechnik Nord und Schreiber Reederei hergestellt und als schnellfahrende Fähre in den Öffentlichen Personennahverkehr integriert werden sollte. Zusammen mit dem Schiffbauingenieur Volker Behr und in Kooperation mit verschiedenen Hochschulen sowie den angehenden Systemdesignern im Rahmen ihrer postgraduierten Fortbildung wurde das Verkehrssystem entwickelt, das mit fünf großen Katamaranen für je 80 Passagiere ausgelegt war, um binnen 30 Minuten Vegesack mit der Bremer Innenstadt zu verbinden. Dieses umfasste das Schiffsdesign, einschließlich Schiffstechnik, tidenabhängige Anlegesysteme, die Routensysteme mit Eintaktung in den ÖPNV und schloss auch die Marketingkonzeption ein. „Die Fäden aber liefen stets beim Design-Labor zusammen, dort wurden die Vorgaben für einzelne Bestandteile definiert und der Systemgedanke im Auge behalten.“

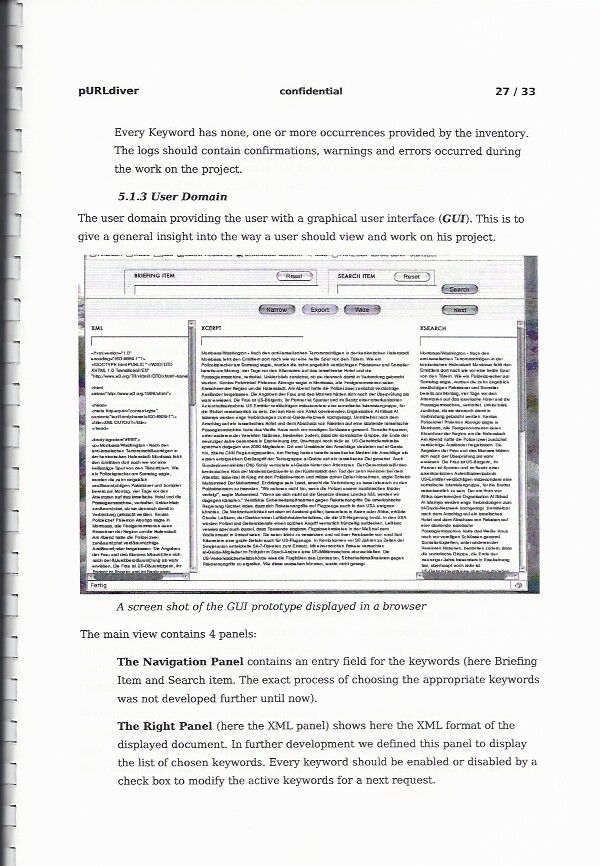
Auszug aus der Dokumentation zur von Diez’ Team entwickelten Suchtechnologie

Das Dolphin Space Team – Helmut Diez, Itay Peter Behr, Bianca Hoffmann und Michael Scheer - fungierte auch als Think Tank für „nomadische Technologien“, und entwickelte das erste auf Topic Maps basierte Large Language Model als assoziative Suchmaschine.

### Wissenschafts- und Ausbildungsbereich
Diez war Gründer, Leiter sowie Mitarbeiter bzw. Mitglied verschiedener wissenschaftlicher Einrichtungen und Programme – so des ESPRIT II-Programms im Bereich Home-Electronics, des Instituts für Arbeit und Technik (IFAT) in Hamburg – dort publizierte er eine 110-seitige Studie unter dem Titel Sozialverträgliche Technikgestaltung im Bereich Heben und Tragen schwerer Lasten. Hintergrund war, dass 1980 noch etwa 40 % der Erwerbspersonen regelmäßig Lasten von mehr als 20 kg zu tragen hatten, 17 % sogar häufig. Zum Schutz ihrer Gesundheit sollten im Auftrag des zuständigen Ministeriums in Nordrhein-Westfalen Handhabungssysteme entwickelt werden.
Als Leiter des Designlabor Bremerhaven war er ab Juni 1992 für die regionale Wirtschaftsförderung im Designbereich, sowie die Postgraduierten-Fortbildung von Architekten und Industriedesignern verantwortlich. Mit diesen führte er vorwettbewerbliche Projekte durch. Er ist Urheber des Stipendiatenmodells, welches lange die Arbeit des Designlabors prägte. Dieses wurde nach seinem Ausscheiden durch François Burkhard und andere Designer und Designkritiker umgesetzt, wofür Burkhard nach einem Jahrzehnt vom Bremer Senat ausgezeichnet wurde. Burkhard war zuvor Chef des Designzentrums des Centre Pompidou gewesen und als beratender Vorstand im Diez’schen Führungsgremium tätig geworden. Schwerpunkte waren beispielsweise das experimentelle Jachtdesign, aber auch das Design von Behörden oder die akustische Umweltverschmutzung, ebenso wie „Hilfestellung bei Gestaltungsproblemen, der Entwicklung oder Veränderung von Produkten“. Auch als „Ansprechstelle für die Vergabe von Design-Förderungsmitteln“ in Höhe von bis zu 40.000 D-Mark fungierte das Designlabor.
Diez war 2005 auch Mitbegründer des TD-Win, des Türkisch-Deutschen Wirtschaftsinstitutes an der Bremer Hochschule – University of Applied Sciences.

### Spitzensportprogramme, Therapie, Coaching

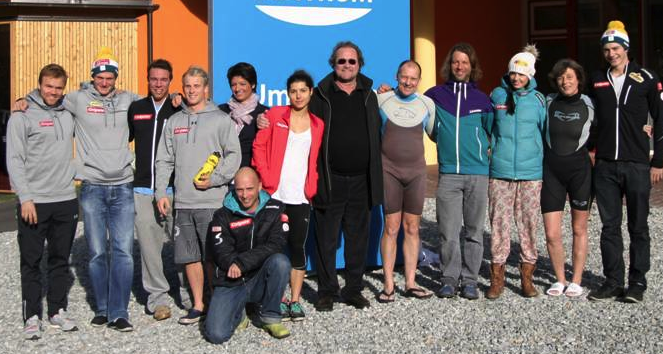
Diez im Kreis des von ihm trainierten Weltcup-Teams im Snowboardcross

Diez ist zudem Mitentwickler des Dolphin Space Programs, das Interventionstherapien für wachkomatöse, schwerstbehinderte und verhaltensauffällige Kinder und deren Eltern anbietet.
Für den Spitzensport wurden die Elemente der Wasserbehandlung sowie des mentalen Coachings mit einem Aufbau- und Muskeltraining und Elementen aus dem Pilates kombiniert. Das „Sports Efficiency Program“ von Diez wurde u. a. 2011 mit dem österreichischen Weltcup-Team im Snowboardcross (SBX) umgesetzt. Dabei kam auch das Dolphin-Space-Programm zum Einsatz.

### Kunst, Kultur und Medien

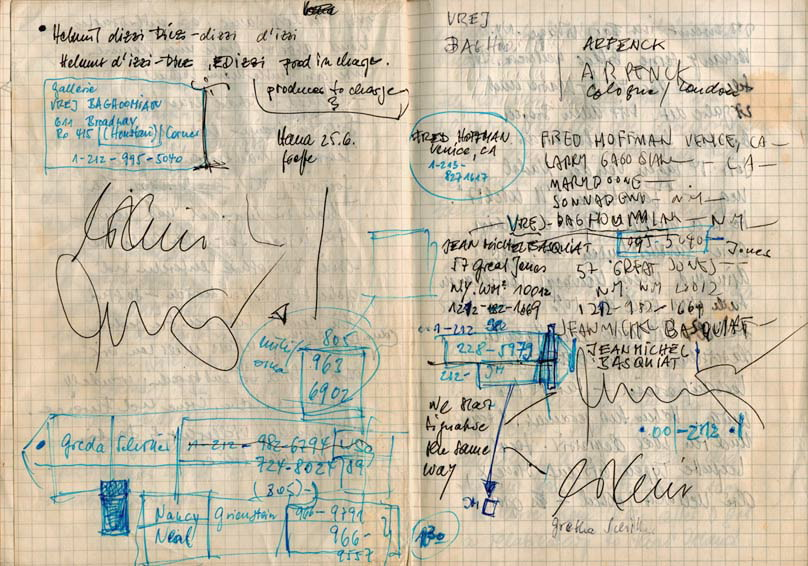
Der „contract of fiction“ zwischen Jean-Michel Basquiat und Diez, den die beiden am 25. Juni 1988 in Hāna auf Maui, Hawaii schlossen

Im Bereich von Kunst und Kultur ist Diez zunächst durch szenische Darbietungen mit Peter Abromeit und Gustav Gisiger hervorgetreten, für die sie den Kultur- und Friedenspreis der Villa Ichon 1983 für das mit rund 120 Musikern und Schauspielern und der „Friedensinitiative Ostertor“ besetzte Aktionstheater „Erst Gräber schaffen Heimat“ erhielten.
1983 folgte zusammen mit dem Verband deutscher Schriftsteller ein „Trauermarsch für die verbrannte Literatur“ zum Tag der Bücherverbrennung, den die örtliche Presse ankündigte: „Am kommenden Dienstag wird die Innenstadt ganz im Zeichen dieser Aktion stehen, die von den drei Bremer Künstlern Helmut Diez, Peter Abromeit und Gustav Gisiger vorbereitet worden ist.“
Er spielte mit Crossover-Musikern in verschiedenen Ensembles. Auch produzierte er komplexe Cross-over-Kompositionen. Dazu zählen u. a. Freeport - L’affaire Flibustier, aufgenommen im Juni 1987 oder Pulse (1992/93) mit Michael Sievert, die er mit seinem Label „Dizzy Essentials“ veröffentlichte. Neben Michael Sievert wirkten u. a. mit Sainkho Namtchylak, Wolfram Dix, Heinz Becker, Jens Ahlers, Michael Berger, Klaus Koch und Carolyne Mas. Mit Michael Sievert berechnete er u. a. alle Allintervallreihen der 12-Ton-Musik und arbeitete an Grundlagen des Klang-Designs. In diesem Zusammenhang wandte er sich gegen die „akustische Umweltverschmutzung“.

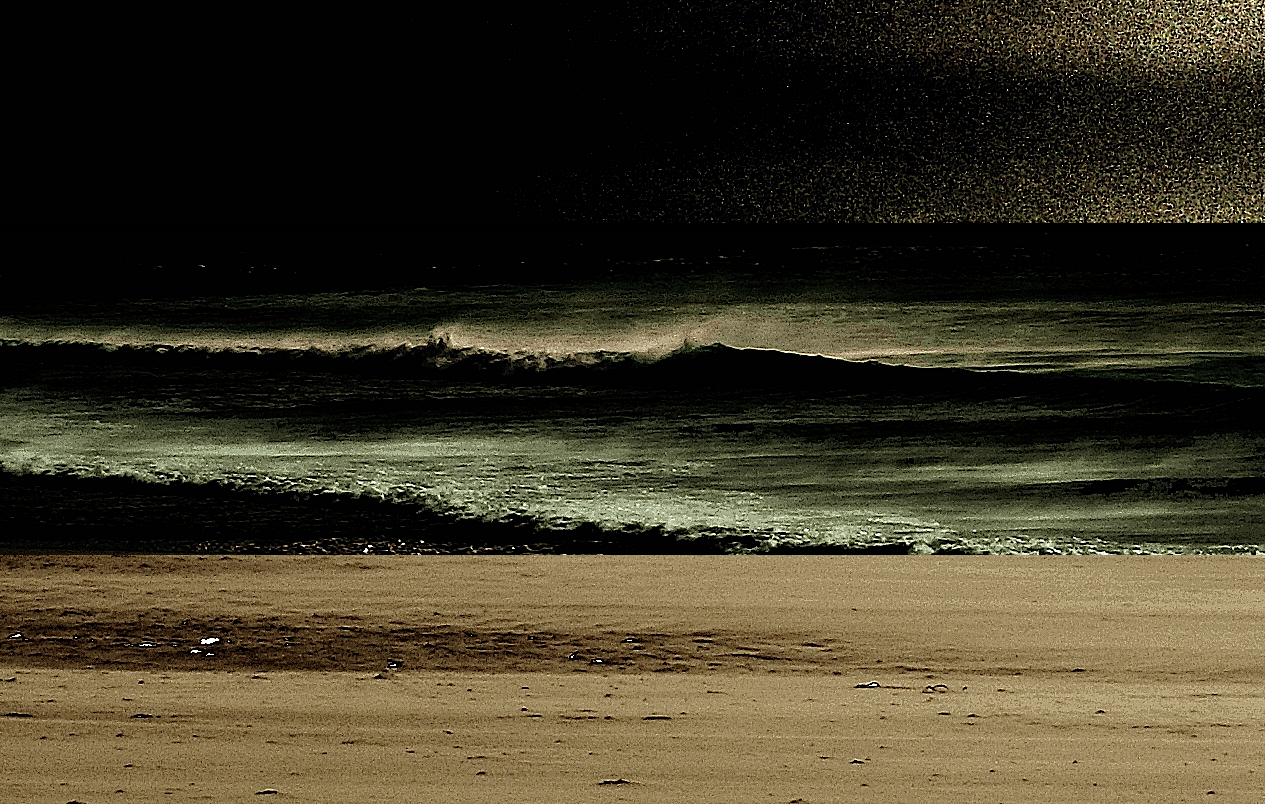
Fotografie von Helmut Diez

Mit Jean-Michel Basquiat, der von Galeristen enttäuscht war, entwickelte Diez von Juni 1988 bis zu dessen Tod im August 1988 ein Konzept für eine Association of Painters, die Patenschaften von jungen Künstlern durch weltbekannte zum Gegenstand hatte.

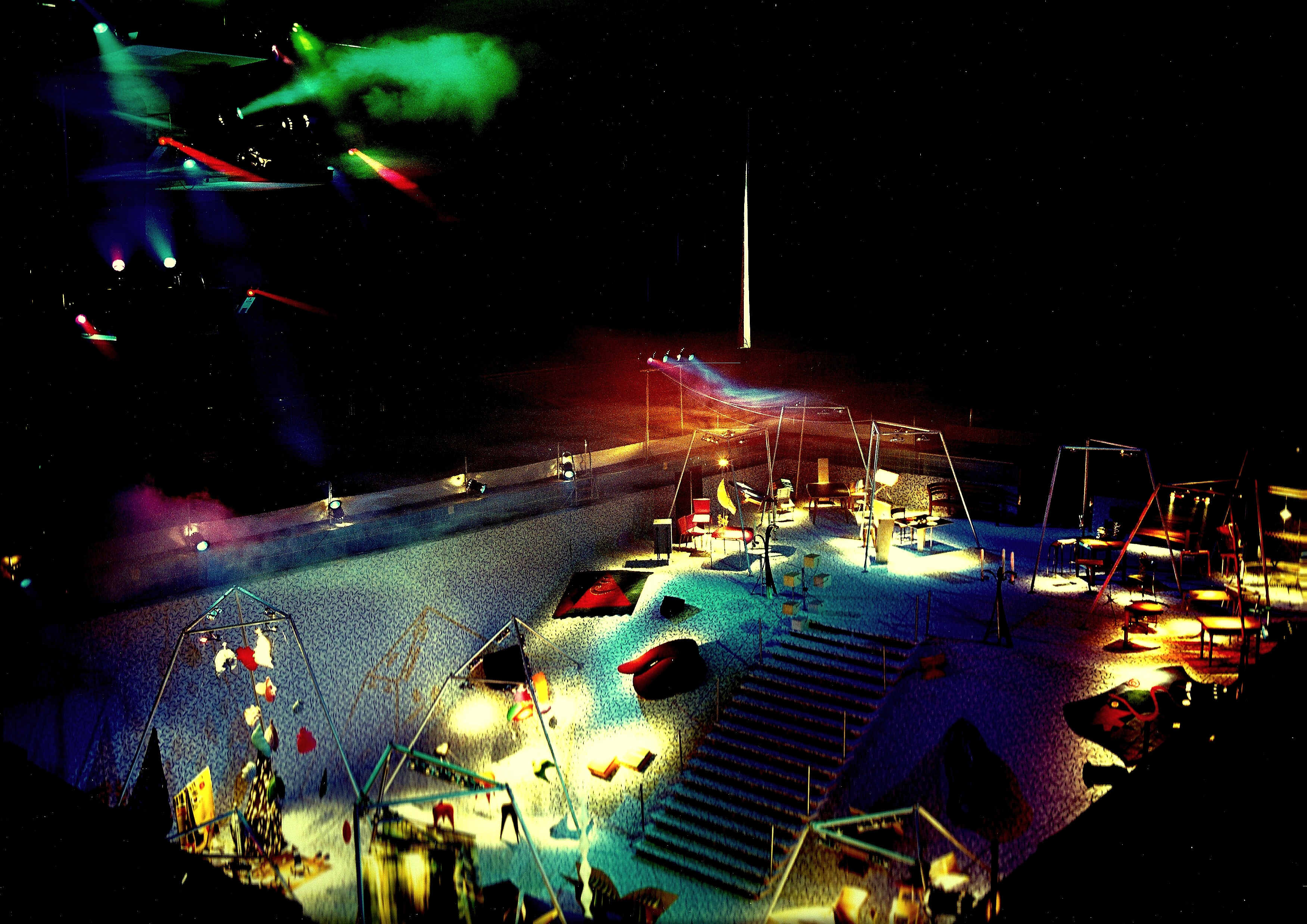
Ausstellung „In the Swim“, Bremerhaven 1993

In der von ihm gestalteten Ausstellung In the Swim präsentierte er vom 2. Mai bis zum 30. Juni, dann verlängert bis zum 25. August 1993 mit Karen-Beate Phillips (British European Design Group) und Liz Farrelly (Blueprint) die „größte(n) Werkschau britischer Möbelformer, die jemals auf dem europäischen Kontinent stattgefunden hat“, wie es im Spiegel hieß. Blueprint konstatierte: „The installation .. was realised by Designlabor's managing director Helmut Diez“. „57 Designer ... hatte Helmut Diez, seines Zeichens Leiter des Design-Labors, nach Bremerhaven holen können“, wobei das Lichtdesign von Durham Marenghi mitentwickelt wurde, hieß es in Production Partner. Insgesamt wurden 150 Objekte ausgestellt, neben Tom Dixon nahmen 56 weiteren Designer teil. Euphorisch berichtete Blueprint, die deutschen Medien seien „entranced“ (hingerissen, bezaubert), Wohn Design berichtete, die Ausstellung habe „national und international Furore“ gemacht. Nächste Stationen der Ausstellung waren Köln, Stockholm, Mailand und London.
Für den größten Kunstgarten Europas, „Zukunftswerkstatt und Think Tank“ Mariposa von Helga und Hans-Jürgen Müller auf Teneriffa entwickelte er die Programmplanung einschließlich eines philosophisch geprägten Fernsehformates und die Wirtschaftlichkeitsberechnung für die Überführung in eine Landesstiftung.

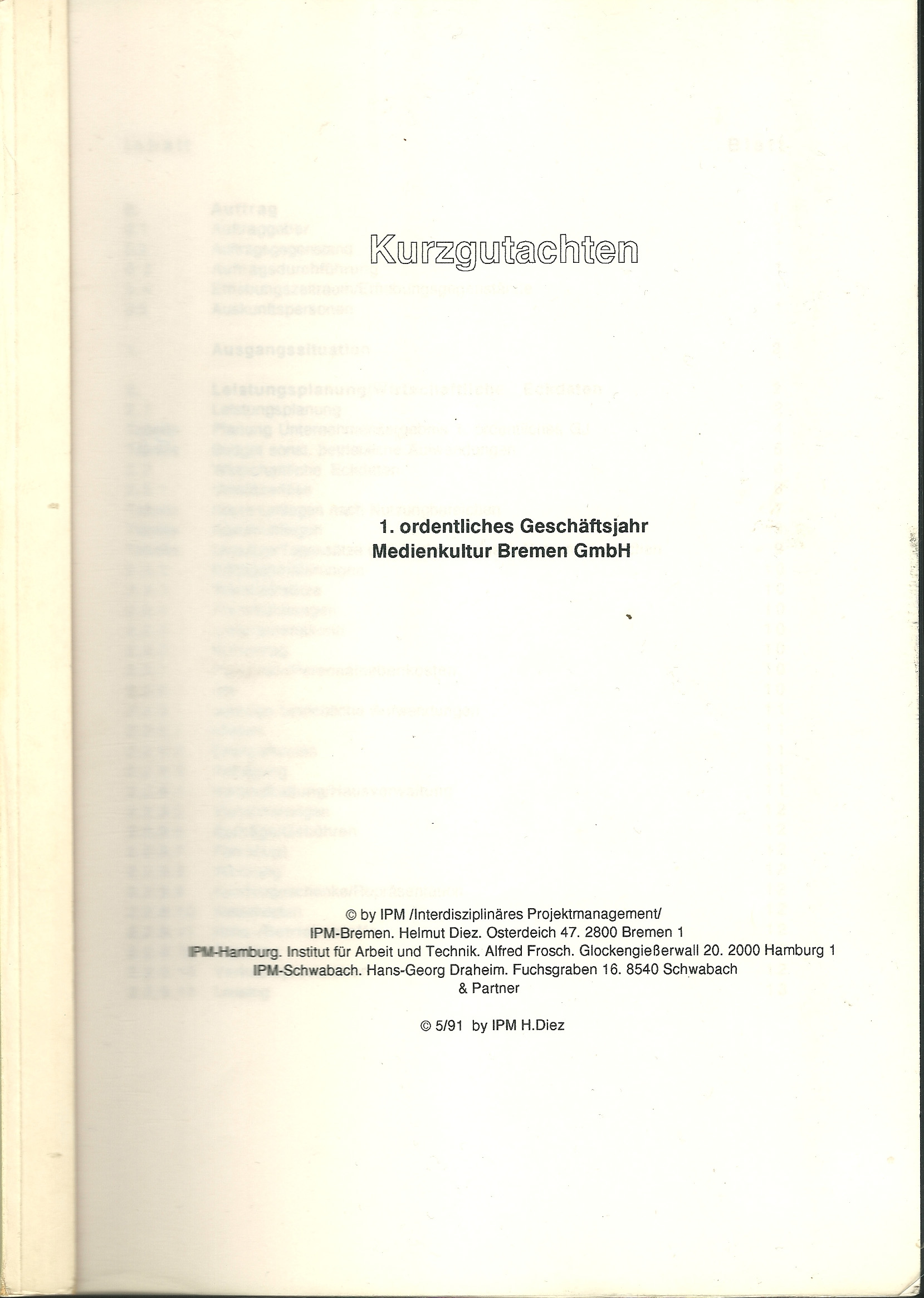
Gutachten für Medienkultur Bremen GmbH, 1991

Neben laufender Beratung des Filmbüros Hamburg unter der Leitung von Dieter Kosslick konzipierte Diez verschiedene Medieninstitutionen. Im Zusammenhang mit der Vergabe der ersten Vollprogramm-Lizenzen entwickelte er mit dem Medienzentrum Ruhr die Medienworkshops NW für Film und Video. Diese wurden als Qualifizierung der Medienmacher mit dem Ziel einer medialen Bürgerbeteiligung konzipiert (Offene Kanäle usw.). Für Bremen verfasste er das Gutachten über alle wirtschaftlichen und rechtlichen Aspekte des Kommunalkinos 46 und des Bremedia Vereins.
Im Rahmen der Europawoche konzipierte er im Jahr 2000 den ersten medialen und europaweiten Schüleraustausch.
2024 bis 2025 kuratiert er in Berlin die Ausstellung Contract of Fiction – seinerzeit mit Jean-Michel Basquiat vereinbart – zu digitaler Kunst und Künstlicher Intelligenz mit rund hundert Künstlern.

### Städtebau, Architektur, Nachhaltigkeit
Von 2003 bis 2007 entwickelte Diez die Gesamtplanung für den antik-mittelalterlichen Teil des Goldenen Horns (Haliç) in Istanbul. Das Planungsgebiet umfasste rund 500.000 m² und griff damit tief in die Stadt- und Sozialstruktur ein. Er schaffte ab 2012 die entsprechenden planerischen Voraussetzungen, um eine weitreichende und transparente Beteiligung der Istanbuler Bevölkerung, der lokalen Mäzene und Experten zu ermöglichen. Damit sollte eine der Öffentlichkeit und dem kulturellen Anspruch Istanbuls gerecht werdende Rekonstruktion des Goldenen Horns erreicht werden.
Zwischen der Galatabrücke und dem Rahmi M. Koç-Museum sollte ein öffentlicher Raum mit kulturellen Einrichtungen entstehen. Die von Diez geplanten sieben Parks umfassen neben einer Gated Community, die die Finanzierung für die ansonsten öffentlichen Bereiche schaffen soll, einen botanischen Garten, ein Living Museum, ein Designzentrum, eine frühosmanische Bibliothek, mehrere Privatsammlungen osmanischer und moderner Kunst, eine auf Sportmedizin und -therapie spezialisierte Universität, Hochschule und Klinik, einen historischen Themenpark, ein Convention-Center mit Musical, Oper, Philharmonie, sowie einer wassergebundenen Außenspielfläche; mehrere zeitgenössischen Museen, sowie ein kleinteiliges Wohn- und Geschäftsquartier. Diez wollte hier die städtebaulichen Nachhaltigkeitskriterien erfüllen und Plusenergie-Gebäude errichten. Zum IPM-Planungsteam gehörten neben Istanbuler Architekten und Kulturschaffenden Christian Derix, Matthias Fuchs, Tobias Wallisser und Arnold Walz.

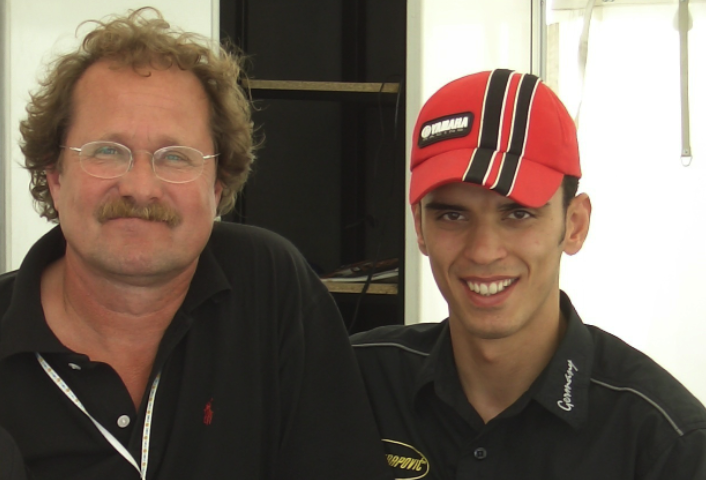
Diez mit dem ersten türkischen Motorrad-Weltmeister Kenan Sofuoğlu

Anlässlich der Eröffnung der Formel-1-Rennstrecke in Istanbul im Jahr 2005 gründete Diez die SMI Sport Marketing Istanbul. Diese Aktivitäten sollten die kulturellen Ambitionen des Haliç-Projektes unterstützen.
2011 eröffnete Insa Otteken Baumhaus-Suiten unter dem Namen Resort Baumgeflüster bei Bad Zwischenahn, für deren Interior Design Diez verantwortlich zeichnet. Das Magazin Departures zählte das Resort 2014 zum achtbesten unter den „World's Top Tree-House Hotels“.

## Publikationen (Auswahl)
- mit Michael Grauvogel: Ratgeber für Belegschaften, Münster 1983.
- Gründung eines Belegschaftsvereins. In: Otto König, Adi Ostertag, Hartmut Schulz: „Unser Beispiel könnte ja Schule machen!“. Das „Hattinger Modell“ Existenzkampf an der Ruhr. Bund-Verlag, 1985, ISBN 3-7663-0924-2, S. 156–163.[87]
- mit Michael Grauvogel: Als sie aber vor die Tore der Fabrik gesetzt wurden, gewannen sie mehr freie Zeit als ihnen lieb war. Ein Ratgeber für Belegschaften, die von Massenentlassungen bedroht sind und sich nicht damit abfinden wollen. Resümee In: Rainer Duhm, Eckhardt Hildebrandt, Ulrich Mückenberger, Eberhardt Schmidt (Hrsg.): Wachstum alternativ – Initiativen für eine andere Produktion (= Kritisches Gewerkschaftsjahrbuch 1983/84). Berlin 1984, S. 54. (60-seitige Studie)
- "Angst vor dem langen Feierabend". Die Berufsbildungsstätte. In: Otto König, Adi Ostertag, Hartmut Schulz: „Unser Beispiel könnte ja Schule machen!“. Das „Hattinger Modell“ Existenzkampf an der Ruhr. Bund-Verlag, 1985 (Helmut Diez wird dort als „Belegschaftsberater“ geführt), ISBN 3-7663-0924-2, S. 186–195.
- Humanisierungstechniken für den Bereich Heben und Tragen schwerer Lasten. Institut für Arbeit und Technik, im Auftrag des Ministers für Arbeit, Gesundheit und Soziales des Landes Nordrhein-Westfalen, Hamburg 1987, ISBN 3-87975-259-1. (110-seitige Studie zur rechtzeitigen Erkennung von Belastungen und Gefährdungsverdichtungen)
- mit Désirée Kamm, Corinna Ligowski, Jürgen Dohrmann: Auswirkungen des Beschäftigungsförderungsgesetzes. In: Arbeitsrecht im Betrieb. Bremen 1991, S. 409–411.[88]
- mit Karin-Beate Phillips, Liz Farrelly: In the swim. An exhibition of creative design from the British European Design Group. 1993.
- mit Karin-Beate Phillips, Liz Farrelly, Blueprint, London and Helmut Diez, Designlaobor Bremerhaven: In the Swim. An Exhibition of Creative Design from the British European Design Group. Ausstellung im DesignLabor Bremerhaven vom 2. Mai bis 30. Juni 1993. Katalog als Sonderausgabe der Blueprint. Zeitschrift für Architektur und Design. 1993.
- Kriterien zur Leistungsbeurteilung von Hilfswerken, Gemeinnützigkeit und Management. Unabhängiger Informationsdienst, Gabler Verlag, Nr. 41 (1997).
- mit Peter Behr, Bianka Hofmann, Michael Scheer: First Flow. Der erste Kontakt mit Pilotwalen. Bremen 2001, ISBN 3-00-007619-0.[89]
- Beitrag zum Projekt am Goldenen Horn, Filmbeitrag von Helmut Diez